# 城みさを
城 みさを（じょう みさを、1913年〈大正2年〉4月27日 - 2018年〈平成30年〉1月10日）は、日本の染織家、教育者。「さをり織り（SAORI）」の創始者として知られる。大阪府堺市出身。57歳から独学で手織りを始め、1960年代末に「布を織るのではなく、自分を織る」という理念を掲げた自由織りの運動を提唱し、国内外へ普及させた。

## 生涯
大阪府堺市に生まれる。主婦業のかたわら57歳で手織りに取り組む。1968年に大阪府和泉市で独自の手法と理念を提示し、「さをり織り」としての創始年は1969年。その発端として、タテ糸が1本抜けた「傷もの」と見なされたショールを欠陥ではなく美として評価し直した体験が語られており、のちの「キズも個性とする」美意識につながった。1970年代は一般の主婦層に指導を広げた。1980年代からは障害のある人への指導・就労支援にも活動を拡大した。
こうした実践は1990年代以降の生涯学習やインクルーシブな芸術活動の場でも取り入れられ、教育・福祉領域での活用が研究対象となっている。
2018年1月10日、老衰のため死去。満104歳。葬儀は近親者で執り行われ、同年3月に「偲ぶ会」が開かれた。

## 思想と手法
城は「布を織るのではなく、自分を織る」と掲げ、規則性や均一性よりも、偶然性・不均整・などの従来の一般的手織りでは否定されていた価値観に、織り手の個性と生命感を見いだした。「見本がない／間違いがない」という原則は、作り手の感性（感力）を「教えないで引き出す」指導法と一体化し、教育・リハビリ・コミュニティ形成の場で受容された。また、理念を要約する「さをり四つの願い」として、①機械と人間の違いを考えよう、②思い切って冒険しよう、③キラキラと輝く目を持とう、④グループのみんなで学ぼう、提唱した。

## 普及と影響
城の方法は国内外で広がり、家族・学校・福祉事業所・市民講座・アートスペースなど多様な場で実践された。国内拠点（手織適塾・さをりの森 ほか）を通じ、海外にも学習・展示・ワークショップのネットワークが形成された。国内外での普及は「世界50か国以上」に及ぶ。

## 受賞・顕彰
さをり織りの社会的普及により、1990年に厚生大臣表彰、1992年に内閣総理大臣表彰、2016年に和泉市宝賞。

## 著作
- 『私の手織り—自由な発想を生かす基礎技術から応用まで』 中経出版、1977年。ISBN 4806100668。
- 『わたし革命—感性を織る』 神戸新聞出版センター、1982年。ISBN 4875216106。
- 『さをり織り好きですねん—心障者に手織りを』 ぶどう社、1986年。ISBN 4892400629。
- 『私の手織り「Saori」—布を織るのではなく、自分を織る』 ぶどう社、1989年。ISBN 4892400874。
- （共著：城研三）『新・私の手織りSAORI—布を織るのではなく、自分を織る』 ぶどう社、2000年。ISBN 4892401447。